# Le Guerrier fantôme
Pour plus de détails, voir Fiche technique et Distribution.
Le Guerrier fantôme (Ghost Warrior) est un film américain réalisé en 1984 par J. Larry Carroll d'après un scénario de Tim Curnen.

## Synopsis
Dans le Japon troublé du XVIe siècle, le samouraï Yoshimitsu, guerrier d'élite chargé de protéger la compagne de son daimyo, est précipité dans une cascade d'eau glacée à la suite d'un combat désespéré. Par miracle son corps est figée et conservé dans la glace durant plusieurs siècles, avant qu'une équipe de spécialistes US en cryologie et biologie, ne réussisse à l'extraire de son incroyable léthargie. Hélas, ce dernier leur fausse compagnie et se retrouve complètement déboussolé au milieu de la jungle urbaine de l'Amérique des années 80, non moins périlleuse que celle à laquelle il appartenait.

## Récompenses
Prix de la critique au Festival du film fantastique de Paris[réf. nécessaire]

## Distribution
- Hiroshi Fujioka : Yoshimitsu
- John Calvin : Doctor Alan Richards
- Janet Julian : Chris Welles
- Charles Lampkin : Willie Walsh
- Frank Schuller : Detective Berger
- Bill Morey : Doctor Carl Anderson
- Andy Wood : Doctor Pete Denza
- Robert Kino : Professor Takagi
- Joan Foley : Ellie West
- Peter Liapis : Johnny Tooth
- Mieko Kobayashi : Chidori
- Toshishiro Obata : Officier japonais (Toshiji Obata)
- Rob Narita	: Boy Skier
- Lynn Kuratomi : Girl Skier
- Chris Caputo : Tom Jenks